# Michałowice (Masovia)
Michałowice è un comune rurale polacco del distretto di Pruszków, nel voivodato della Masovia.
Ricopre una superficie di 34,88 km² e nel 2004 contava 15 073 abitanti.